# Funkcja Rosenbrocka
Funkcja Rosenbrocka – funkcja niewypukła używana w optymalizacji jako test dla algorytmów optymalizacji. Zwana jest też ze względu na swój kształt „doliną Rosenbrocka” lub „funkcją bananową Rosenbrocka”.

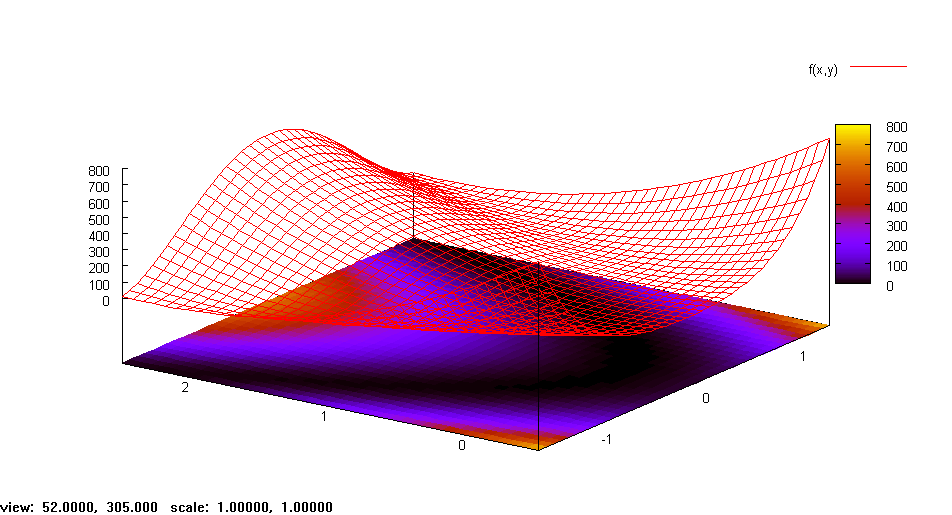
Funkcja Rosenbrocka w okolicy punktu (0,0)

Funkcja ta jest popularnie używana do przedstawiania zachowań algorytmów optymalizacji. Minimum globalne funkcji znajduje się wewnątrz długiego, parabolicznego wgłębienia funkcji – w punkcie {\displaystyle (x,y)=(1,1)} dla którego funkcja przyjmuje wartość {\displaystyle f(x,y)=0.}
Funkcja definiuje się wzorem:
{\displaystyle f(x,y)=(1-x)^{2}+100(y-x^{2})^{2}.}
Wielowymiarowym rozwinięciem dla funkcji jest często podawany wzór:
{\displaystyle f(x)=\sum _{i=1}^{N-1}\left[(1-x_{i})^{2}+100(x_{i+1}-x_{i}^{2})^{2}\right]\quad \forall x\in \mathbb {R} ^{N}.}